# Fiat Mobi
El Fiat Mobi es un automóvil de turismo del segmento A que el fabricante italiano Fiat produce en Brasil para Latinoamérica desde el año 2016. El modelo reemplaza indirectamente al Fiat Uno como entrada de gama y hace frente a rivales de otras marcas como el Volkswagen up!, Chery QQ, y Renault Kwid, entre otros.
Se posiciona como el modelo más accesible de la marca en la región, para reemplazar al Uno Fire discontinuado en diciembre de 2013 y al Palio Fire (en parte). Pesa 885 kilos y mide 3,57 m de largo (más largo que un 500 y más corto que un Uno y un Palio).

## Historia
A fines del 2013 se discontinúa el Uno Fire que era el modelo por ese entonces entrada de gama, (y más económico) dejando solamente al nuevo Uno (Uno de segunda generación) y al Palio Fire como reemplazo. Pero el objetivo de ofrecer un modelo de más bajo coste y de un segmento de medidas inferior, no lo lograba con su perfil ni el Uno (segmento B) ni el Palio Fire, es por eso que se decide realizar un desarrollo totalmente nuevo para la región.
Se planteó entonces, al igual que sucedió con el Fiat Panda de 1980 en Europa que una serie de características básicas se deberían cumplir: Economía (de fabricación y operación), variado equipamiento que cubriera las expectativas del mercado (desde ser accesible de compra,  padsndo por lo funcional y con gran economía de uso aunque se accediera a los tope de gama), con una sencillez operativa propia de un auto citadino del segmento A, y con un diseño inconfundible que siguiera la nueva imagen de marca; equipando motores de bajo consumo (1 L de cilindrada) entre otros. Como resultado y utilizando la plataforma del Fiat Uno se obtuvo el Mobi.
Todos las variantes se ofrecen con una carrocería 5 puertas y un motor Fire, 8 válvulas, de 1 litro de cilindrada y 70 caballos de fuerza. La transmisión es manual de 5 velocidades y la tracción, delantera. El Mobi mide 3,57 m de largo, 1,63 de ancho y 1,50 de alto, mientras que la distancia entre ejes mide 2,30 m.
La fábrica encargada de su producción, es la de Fiat Betim, Belo Horizonte, Brasil exportándose a varios mercados emergentes del Mercosur
Para el mercado Argentino, debido a la entrada en vigencia de las normas decretadas para todos los vehículos que se vendan en dicho país a partir de enero de 2022, todos los vehículos deberán contar con ESP y control de estabilidad de serie, por lo que el mobi incorporara dichos elementos.

## Equipamiento
Según versión y mercado:
- Espejos exteriores, manijas de puertas y paragolpes color carrocería
- Barras portaequipajes (exclusivos versión Way)
- Faros Antinieblas delanteros
- Limpialavaluneta
- Luces diurnas (DRL - Daytime Running Lights)
- Luneta térmica
- Llantas de aleación
- Parante central negro
- Tercera luz de stop
- Aire acondicionado manual
- Dirección asistida
- Apertura interna de baúl
- Apertura remota de tanque de combustible
- Apoyapie lado conductor
- Asiento conductor regulable en altura
- Cierre centralizado de puertas
- Consola central extendida
- Computadora de a bordo
- Espejos exteriores eléctricos con función "Tilt-Down"
- Indicador de cambio de marcha (GSI - Gear shift indicator)
- Levantacristales eléctricos delanteros (con antipinzamiento)
- Sistema "My Car Fiat" y "Follow Me Home"
- Volante regulable en altura
- Asiento posterior bi-partido 60/40
- Consola de techo con portaanteojos y espejo auxiliar
- Comandos de radio al volante
- Espejos de cortesía en parasol
- Portaobjetos en puertas laterales
- Radio CD/AM/FM con USB/SD/entrada auxiliar
- Radio integrada AM/FM con USB/entrada auxiliar y conectividad bluetooth
- Tacómetro
- Toma de 12V

## Seguridad
Según versión y mercado alcanza un máximo de:
- 2 Airbags frontales
- Alarma antirrobo volumétrica
- ESP.
- Control de tracción.
- Alerta de cinturones de seguridad
- Apoyacabezas integrados
- Apoyacabezas traseros regulables en altura (x 2)
- Cinturones de seguridad delanteros con pretensores regulables en altura
- Cinturones de seguridad posteriores de 3 puntos
- Inmovilizador electrónico de motor (Fiat Code)
- Sensor de estacionamiento trasero
- Sistema Emergency Stop Signaling (ESS)
- Sistema de frenos ABS + EBD
- Sistema de sujeción de sillas para niños (ISOFIX)

### Latin NCAP
El Mobi recibió 1 estrella para ocupantes adultos y 2 estrellas para infantes de Latin NCAP en 2017 (protocolo obsoleto).

## Ficha Técnica
- Combustible: nafta
- Cilindrada: 999 cm³
- Tipo: SOHC 8 válvulas, comandadas por correa dentada
- Potencia máxima: 70 cv CV a 6000 RPM
- Torque máximo: 94 Nm a 4250 RPM
- Alimentación: inyección electrónica multipunto
- Acelerador electrónico: sí
- Transmisión: manual de 5 velocidades y retroceso

## Performance
- Velocidad máxima: 150 km/h
- 0/100 km/h: 14,7 s
- Consumo mixto: 7,3 L/100 km